# Lunania
Lunania es un género con 23 especies de plantas de flores perteneciente a la familia Salicaceae. 

## Especies seleccionadas
- Lunania buchii
- Lunania cubensis
- Lunania cuspidata
- Lunania dentata
- Lunania divaricata